# Oenothera albipercurva
Oenothera albipercurva är en dunörtsväxtart som beskrevs av Otto Renner och Hudziok. Oenothera albipercurva ingår i släktet nattljussläktet, och familjen dunörtsväxter. Inga underarter finns listade i Catalogue of Life.